# Paspalidium disjunctum
Paspalidium disjunctum là một loài thực vật có hoa trong họ Hòa thảo. Loài này được S.T.Blake mô tả khoa học đầu tiên năm 1973.